# Rudolf Altevogt
Rudolf Heinrich Altevogt (* 22. Januar 1924 in Ladbergen; † 4. Mai 2014 in Münster) war ein deutscher Zoologe und Abteilungsleiter am Institut für Physiologie und Ökologie am Zoologischen Institut der WWU Münster.

## Leben
Rudolf Altevogt war der Sohn von Heinrich Rudolf Altevogt senior und seiner Frau Wilhelmine, geborene Kemper, aus Ladbergen. Während des Zweiten Weltkrieges war er Schiffsingenieur und wurde am Tag der Invasion der Alliierten in der Normandie als Kriegsgefangener in die USA mitgenommen. 1950 wurde er mit der Dissertation Vergleichend-psychologische Untersuchungen an Hühnerrassen stark unterschiedlicher Körpergröße zum Dr. rer. nat. an der Universität Münster promoviert. Im Februar 1953 heiratete er die Ärztin Rosamunde Altevogt, geb. Brunne, mit der er zwei Töchter hatte. Von 1950 bis 1956 war er Wissenschaftlicher Mitarbeiter, von 1956 bis 1961 Dozent und ab 1961 Professor am Zoologischen Institut der Universität Münster. Altevogt war Mitglied der Deutschen Zoologischen Gesellschaft, der Gesellschaft Deutscher Naturforscher und Ärzte, der Internationalen Vereinigung für Biophonetik, wo er von 1967 bis 1970 Vizepräsident war, der Deutschen Ornithologen-Gesellschaft sowie der Bombay Natural History Society. 1972 war er technischer Chefberater bei der UNESCO.
Altevogt forschte und publizierte über Gehirngröße und Lernfähigkeit bei Hühnern, das visuelle Vermögen beim Indischen Elefanten, Verhalten, Ökologie und Physiologie von tropischen Winkerkrabben sowie überTierkommunikation. Er interessierte sich auch für Insektenkunde und die Koleopterologie. Eine seiner Hauptforschungen galt den Winkerkrabben sowie dem Palmendieb (Birgus latro), welchen er in mehreren monatigen Exkursionen auf South Sentinel, einer unbewohnten Insel der Inselgruppe der Andamanen, zusammen mit seinem Kollegen Anthony Davis aus Calcutta "wiederentdeckte".
Altevogt war ebenfalls Mitherausgeber der Reihe Grzimeks Tierleben (1972). Er übersetzte u. a. die Bücher Sexualite (1969, Sexualität. Lehrbuch für Biologen und Mediziner) von Charles Houillon und Les coquillages (1980, Die wunderbare Welt der Schnecken und Muscheln) von Donato Lucifora ins Deutsche. Zudem produzierte er (meist mit seiner Frau) mehrere kurze Unterrichtsfilme, darunter Dressurleistungen indischer Arbeitselefanten (mit Bernhard Rensch, 1955), Zur Biologie indischer Winkerkrabben (1956), Uca batuenta (Ocypodidae) – Balz (1966), Uca beebei (Ocypodidae) – Kampf und Balz, Uca mertensi (Ocypodidae) – Balz (1966), Uca terpsichores (Ocypodidae) – Balz (1966), Uca princeps (Ocypodidae) – Kampf und Balz (1966), Uca insignis (Ocypodidae) – Balz (1968), Trüffelsammeln mit Schweinen (1970) sowie Chamaeleo jacksoni (Chamaeleonidae) – Beutefang (1971/72).
Altevogt war ebenfalls leidenschaftlichen Kunstsammler, besonders indischer Kunst. 
Er starb am 4. Mai 2014 nach langer Krankheit in seinem Zuhause.

## Schriften
- Untersuchungen zur Biologie, Ökologie und Physiologie indischer Winkerkrabben, 1957
- Moderne Bibliothek des Wissens. Die Natur. Band 1. C. Bertelsmann Verlag, 1968
- Grzimeks Tierleben. Band 12. Säugetiere III, Kindler Verlag, 1972
- Biologie. Daten und Fakten zum Nachschlagen. Lexikon-Institut Bertelsmann, 1975
- Biologie. Vom Einzeller bis zum Homo sapiens. C. Bertelsmann Verlag, 1979
- Die Welt der Tiere. Die grosse Bertelsmann-Lexikothek, 1984